# Сенусрет I
Сенусрет I (Сесострис) (Kheperkare Senwosret) е втори фараон от Дванадесета династия на Древен Египет. Управлява през 1971 – 1926 г. пр.н.е. през периода на Средното царство на Египет. Той е един от най-успешните и войнствени фараони на Египет.
Син е на фараона Аменемхет I, с когото управлява съвместно през първите десет години. Женен е за сестра си Неферу, която ражда престолонаследника Аменемхет II.
Сенусрет I предприема редица успешни военни походи, най-вече на юг срещу Нубия, през 10-ата и 18-ата година от управлението му. В резултат от завоеванията фараонът придобива контрол над находищата от злато и скъпоценни камъни в Нубия. Завладян е Синай, където се добиват мед и тюркоази. Развива се експлоатацията на рудниците и каменоломните, благодарение на което в Египет са натрупани значителни богатства. Сенусрет I поддържа добри дипломатически отношения с владетелите на градовете в Сирия и Палестина. Провежда военни действия срещу либийците в западната пустиня.
Във вътрешната политика Сенусрет поддържа централизацията на властта. Неговото управление е също така период на разцвет на изкуството и строителството.